# Cadillac Gage Commando
Cadillac Gage Commando là một loại xe bọc thép lội nước hạng nhẹ 4x4, do hãng Cadillac Gage của Mỹ chế tạo.Đây là một loại xe đa năng,nó có thể dùng làm xe bọc thép chở quân,xe cứu thương,xe cứu hỏa, xe chống tăng,xe pháo binh...Xe được sử dụng rộng rãi trong Chiến tranh Việt Nam và từ đó có biệt danh là Duck, hay V. Ngoài ra nó còn được cung cấp rộng rãi cho các đồng minh của Mỹ, trong đó Liban và Ả Rập Xê Út đã dùng nó để tham chiến trong Chiến tranh vùng Vinh 1991. Được sản xuất không lâu thì một phiên bản hiện đại hóa là M1117 Armored Security Vehicle được phát triển để cạnh tranh với Humvee.

## Thiết kế và phát triển

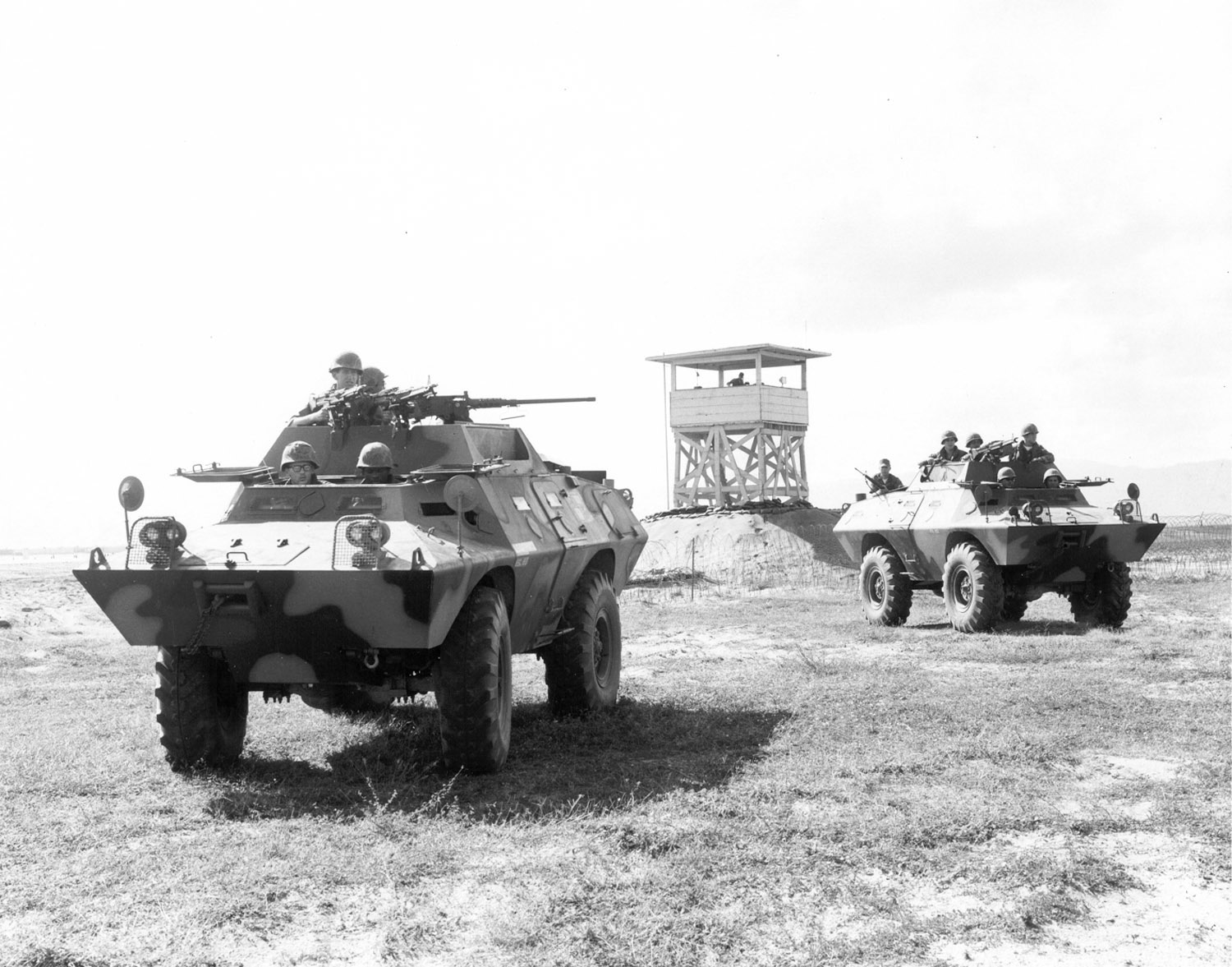
Xe bọc thép V-100 ở Tuy Hòa, Việt Nam năm 1968

Các xe thuộc loạt V-100 được phát triển vào đầu thập niên 1960 bởi bộ phận Terra-Space của công ty Cadillac Gage. Năm 1962, Terra-Space yêu cầu cấp một bằng sáng chế về một loại xe và được chấp nhận, đây chính là xe Commando. Mẫu thử đầu tiên xuất hiện vào năm 1963 và biến thể sản xuất được đưa vào trang bị năm 1964.
Đây là loại xe bánh lốp, dùng chung các trục giống như trên xe tải M34. Động cơ chạy xăng Chrysler V8 giống như loại động cơ ban đầu của xe bọc thép M113. Nó có hộp số tay 5 tốc độ, cho phép nó vượt qua các địa hình mấp mô. M706 có tốc độ trên đường tốt là 62 mph (100 km/h), nó có thể lội nước với tốc độ 3 mph (4,8 km/h). Giáp gồm thép hợp kim độ cứng cao được gọi là Cadaloy, chống được đạn 7.62 x 51 mm. Do lớp giáp, nên M706 có trọng lượng không tải trên 7 tấn. Đây là một nguyên nhân dẫn đến lỗi trục sau do trọng lượng quá lớn. Tuy nhiên, lớp giáp có cấu trúc đồng nhất, nó có thể nhẹ hơn so với một xe mềm được thêm giáp.

## Quốc gia sử dụng
Thông tin từ Cadillac Gage V-100 Commando, 1960–1971
V-100
- Bolivia
- Botswana
- Cameroon
- Cộng hòa Dominica
- Egypt
- Guatemala
- Haiti
- Indonesia
- Liban – 7 xe V-100
- Malaysia (khoảng 100 xe V-100)[3]
- México
- Oman
- Panama
- Singapore (khoảng 30 xe V-100)[3]
- Somalia
- Sudan
- Thái Lan
- Thổ Nhĩ Kỳ
- Hoa Kỳ
- Venezuela
- Cộng hòa Miền Nam Việt Nam
- Việt Nam (khoảng 150-200 chiếc v-100) Hiện đang sản xuất và nâng cấp mới Xe thiết giáp V-100[3]

V-150
- Tchad (9 V150)
- Gabon
- Jamaica
- Malaysia (khoảng 138 V-150)[3]
- Perú
- Philippines (khoảng 160 V-150)[3]
- Bồ Đào Nha (khoảng 20 V-150)
- Ả Rập Xê Út (khoảng 579 V-150)
- Singapore (khoảng 40 V-150)[3]
- Đài Loan (V150/V150S)
- Thái Lan

V-200
- Singapore (khoảng 250 V-200)[3]